# Huntworth
Huntworth – przysiółek w Anglii, w hrabstwie Somerset, w dystrykcie (unitary authority) Somerset. Leży 48 km na południowy zachód od miasta Bristol i 204 km na zachód od Londynu. Huntworth jest wspomniana w Domesday Book (1086) jako Hunteworde/Hunteuorda.